# Tripleurospermum sannineum
Tripleurospermum sannineum là một loài thực vật có hoa trong họ Cúc. Loài này được (Thiéb.) Mout. miêu tả khoa học đầu tiên năm 1983.